# Диоксид селена
Диокси́д селе́на (оксид селена(IV)) — бинарное неорганическое соединение селена и кислорода с формулой {\displaystyle {\ce {SeO2}}}, бледно-розовые кристаллы,
пары́ имеют желтовато-зелёный цвет и запах гнилой редьки, реагирует с водой (ангидрид селенистой кислоты). Ядовит.

## Обнаружение диоксида селена в природе
- В природе встречается минерал селенолит (доунеит) — {\displaystyle {\ce {SeO2}}}. Описан в виде игольчатых кристаллов с церусситом и молибдоменитом, встречается в Качеута (Аргентина).

## Получение
- Окисление селена:

{\displaystyle {\mathsf {Se+O_{2}\ {\xrightarrow[{NO_{2}}]{250^{o}C}}\ SeO_{2}}}}
- Действие перегретого пара на селен:

{\displaystyle {\mathsf {Se+2H_{2}O\ {\xrightarrow {150^{o}C}}\ SeO_{2}+2H_{2}}}}
- Окисление селена горячей концентрированной серной кислотой:

{\displaystyle {\mathsf {Se+2H_{2}SO_{4}\ {\xrightarrow {100^{o}C}}\ SeO_{2}+2SO_{2}\uparrow +2H_{2}O}}}
- Окисление красного селена иодноватой кислотой:

{\displaystyle {\mathsf {5Se+4HIO_{3}\ {\xrightarrow {200^{o}C}}\ 5SeO_{2}+2I_{2}+2H_{2}O}}}
- Окисление селена горячей концентрированной селеновой кислотой:

{\displaystyle {\mathsf {Se+2H_{2}SeO_{4}\ {\xrightarrow {100^{o}C}}\ 3SeO_{2}+2H_{2}O}}}
- Разложение триоксида селена и пентаоксида диселена:

{\displaystyle {\mathsf {2SeO_{3}\ {\xrightarrow {185^{o}C}}\ 2SeO_{2}+O_{2}}}}
{\displaystyle {\mathsf {2Se_{2}O_{5}\ {\xrightarrow {260^{o}C}}\ 4SeO_{2}+O_{2}\uparrow }}}
- Разложение селенистой кислоты:

{\displaystyle {\mathsf {H_{2}SeO_{3}\ {\xrightarrow {70^{o}C}}\ SeO_{2}+H_{2}O}}}
- Окисление селенидов металлов кислородом:

{\displaystyle {\mathsf {Th_{2}Se_{5}+7O_{2}\ {\xrightarrow {T}}\ 2ThO_{2}+5SeO_{2}}}}

## Физические свойства
Диоксид селена образует бесцветные кристаллы тетрагональной сингонии, пространственная группа P4/mbc, параметры ячейки a = 0,8353 нм, c = 0,5051 нм, Z = 8.
В твёрдом состоянии диоксид селена является полимером.
Газовая фаза состоит из нелинейных мономеров (по геометрии похожих на диоксид серы).
При возгонке образует пары́ желтовато-зелёного цвета и с запахом гнилой редьки.
Легко растворяется в воде, вступая в реакцию с ней, растворяется в этаноле, уксусной и серной кислотах.
Мало растворим в бензоле, не растворим в ацетоне.
С безводным хлористым водородом образует аддукты вида {\displaystyle {\ce {SeO2.4HCl}}}.

## Химические свойства
- Реагирует с водой, образуя селенистую кислоту:

{\displaystyle {\mathsf {SeO_{2}+H_{2}O\ {\xrightarrow {}}\ H_{2}SeO_{3}}}}
- Реагирует с гидроксидами металлов, образуя селениты:

{\displaystyle {\mathsf {SeO_{2}+2NaOH\ {\xrightarrow {}}\ Na_{2}SeO_{3}+H_{2}O}}}
- Обратимо разлагается при сильном нагревании:

{\displaystyle {\mathsf {2SeO_{2}\ {\xrightarrow {1000^{o}C}}\ 2SeO+O_{2}}}}
- Реагирует с галогеноводородами:

{\displaystyle {\mathsf {SeO_{2}+2HCl\ {\xrightarrow {}}\ H_{2}[SeO_{2}Cl_{2}]}}}
- Растворённый в серной кислоте диоксид селена реагирует с хлороводородом с образованием оксихлорида селена (аналог тионилхлорида):

{\displaystyle {\mathsf {SeO_{2}+2HCl\ {\xrightarrow {}}\ SeCl_{2}O+H_{2}O}}}
- Реагирует с тионилхлоридом с образованием тетрахлорида селена:

{\displaystyle {\mathsf {SeO_{2}+2SCl_{2}O\ {\xrightarrow {75-90^{o}C}}\ SeCl_{4}+2SO_{2}}}}
- Окисляется концентрированной перекисью водорода:

{\displaystyle {\mathsf {SeO_{2}+H_{2}O_{2}\ {\xrightarrow {90^{o}C}}\ H_{2}SeO_{4}}}}
- Восстанавливается сероводородом:

{\displaystyle {\mathsf {SeO_{2}+2H_{2}S\ {\xrightarrow {}}\ Se+2S+2H_{2}O}}}
- Окисляет органические вещества с активированной метиленовой группой до кетонов (реакция Райли):

{\displaystyle {\mathsf {R^{1}CH_{2}C(O)R^{2}{\xrightarrow[{}]{SeO_{2}}}R^{1}C(O)C(O)R^{2}}}}

## Физиологическое действие и токсичность
- Как и многие другие соединения селена, оксид селена(IV) SeO2 токсичен.
- Диоксид селена является мощным окислителем, опасно реагирует с водой.
- При контакте с кожей диоксид селена способен вызывать резкую боль и онемение.
- ЛД50 = 1,5 мг/кг (крысы, интратрахеально).

## Применение
- Органический синтез.